# Letter to Myself
Letter to Myself è il settimo EP in lingua coreana (nono complessivo) della cantante sudcoreana Kim Tae-yeon, pubblicato il 18 novembre 2024.

## Tracce
1. Letter to Myself – 3:04 (testo: Ha Yoo-na (153/Joombas) – musica: Dino Medanhodzic, Johanna Jansson, Rena Lovelis, Nia Lovelis, Casey Moreta)
2. Hot Mess – 2:29 (testo: Cha Yi-rin (153/Joombas) – musica: Tommy Driscoll, Larzz Principato, Upsahl)
3. Blue Eyes – 3:02 (testo: Han Ro-ro – musica: Chantry Johnson, Ryan Follese, Alexander DeLeon)
4. Strangers (악몽) – 2:50 (testo: Ha Yoo-na (153/Joombas) – musica: Anthony M. Jones, Lauren Larue, Lindsey Lomis)
5. Blur – 3:15 (testo: Choi In-yeong (Sweden Laundry), Wang Se-yun (Sweden Laundry) – musica: Meron Mengist, Mike Squillante, Nick "Squids" Squillante)
6. Disaster – 3:13 (testo: Bay (153/Joombas), Ephy (153/Joombas) – musica: Rob Resnick, Sarah de Warren, GiGi Grombacher)